# Über den Gassen von Nizza
Über den Gassen von Nizza (Originaltitel: The Man Who Understood Women) ist ein US-amerikanischer Spielfilm aus dem Jahr 1959 von Nunnally Johnson, der auch das Drehbuch verfasste und den Film produzierte. Das Buch basiert auf dem gleichnamigen Roman von Romain Gary. Die Hauptrollen sind mit Leslie Caron, Henry Fonda und Cesare Danova besetzt. Ins Kino kam das Werk erstmals am 2. Oktober 1959 in New York City. In der Bundesrepublik Deutschland konnte man den Film vom 23. Oktober 1959 an auf der Leinwand sehen.

## Handlung
Schwerverletzt wird der berühmte Hollywoodregisseur und Schauspieler Willie Bauche ins Krankenhaus von Nizza eingeliefert. Bauches Frau Ann und sein alter Freund Preacher warten auf die Diagnose des Arztes. Um die Zeit zu überbrücken, erzählt Preacher Ann aus dem Leben seines Freundes:
Bei einem Casting sticht Bauche das Starlet Ann Gautier ins Auge. Er ermutigt den Produktionschef GK, das Mädchen als seine Partnerin für einen Film zu engagieren. Bei den Dreharbeiten verlieben sich die zwei ineinander, und bald stehen sie vor dem Traualtar. Fortan verzichtet Willie auf seine Karriere als Schauspieler. Er managt nur noch seine Frau und erreicht, dass sie bald zur internationalen Elite der Filmstars gehört. Bei der Hetze von Film zu Film übersieht Ann mittlerweile, dass ihr Gatte nur noch als ihr Manager fungiert.
Bei einem Dreh in Südfrankreich lernt Ann den Berufssoldaten Jacques Rainier kennen. Willie entgeht nicht, dass sich die beiden immer öfter treffen, was seine Eifersucht erregt. Preacher gegenüber argumentiert Willie, eine so romantische Frau wie Ann müsse vor sich selbst geschützt werden. Um Rainier zu beschatten und seine Frau zu beschützen, heuert Willie den Gangster Soprano und dessen Assistenten, einen auf die schiefe Bahn geratenen Baron, an.
Jacques führt Ann zu einem Landhaus auf einem Felsplateau über den Gassen von Nizza. Ihrem Gatten lässt Ann die Nachricht zukommen, dass sie nicht mehr zu ihm zurückkehren werde. Daraufhin bricht für diesen eine Welt zusammen. Soprano erteilt er verschlüsselt den Auftrag, Rainier umzubringen. Als ihm später bewusst wird, was er damit Schreckliches getan hat, will er seinen Auftrag rückgängig machen. Mit einem Taxi lässt er sich nach St. Roquez bringen, wo Ann und Rainier jetzt leben. Bei einer waghalsigen Kletterpartie stürzt er ab.
Auf einmal plagen den Baron Schuldgefühle. Um zu verhindern, dass sein Chef den Soldaten ermordet, erschießt er Soprano. Rainier spürt, dass Anns Gedanken immer noch an ihrem Mann hängen, und gibt sie frei. An Willies Krankenbett muss Ann erkennen, dass ihr Platz an der Seite des Mannes ist, dem sie ihren Ruhm verdankt.

## Synchronisation
Die deutschsprachige Synchronisation entstand bei der Ultra-Film Berlin.
| Rolle           | Darsteller      | Synchronstimme    |
| --------------- | --------------- | ----------------- |
| Ann             | Leslie Caron    | Dagmar Altrichter |
| Willie          | Henry Fonda     | Wolfgang Lukschy  |
| Jacques Rainier | Cesare Danova   | Axel Monjé        |
| Preacher        | Myron McCormick | Bum Krüger        |
| Le Marne        | Marcel Dalio    | Alfred Balthoff   |
| Soprano         | Bern Hoffman    | Stanislav Ledinek |

## Kritik
Das Lexikon des internationalen Films hält nicht viel von dem Streifen. Es zieht folgendes Fazit: „Teils papierene Romantik, teils Kolportage. Selbst Leslie Carons reifes Spiel bessert die fadenscheinige Story nicht wesentlich auf.“ Howard Thompson fasst seine Kritik in der New York Times folgendermaßen zusammen: „Ein begabter Filmemacher serviert uns hier einige nicht immer zueinander passenden Vorspeisen auf schwerem Tablett. Mr. Johnsons trockener Witz ist der gute Martini dazu, der das Essen wohlschmeckend, wenn auch nicht nachvollziehbar macht.“

## Quelle
- Programm zum Film: Das Neue Film-Programm, erschienen im gleichnamigen Verlag, Mannheim, ohne Nummernangabe